# 폴 이아코노
폴 아이어코노(Paul Iacono, 1988년 9월 7일 ~ )는 미국의 배우이다.

## 출연 작품
- 베이크드 인 브루클린 (2016)
- 바커 (2014)
- 더 배드 가이즈 (2014)
- 애니멀(영어판) (2014)
- 내겐 너무 특별한 친구 (2013)
- 라임스 위드 바나나 (2012)
- 더 하드 타임즈 오브 RJ 버거 (2010)
- 페임 (2009)
- Winter Solstice (2004)

### 텔레비전
- 애즈 더 월드 턴즈 (1997-99)
- 가이딩 라이트 (1997-99)